# Епархия Туспана
Епархия Туспана (лат. Dioecesis Tuxpaniensis) — Епархия Римско-католической церкви с центром в городе Туспан, Мексика.

## История
9 июня 1962 года Римский папа Иоанн XXIII издал буллу «Non latet», которой учредил епархию Туспана, выделив её из Архиепархия Халапы.

## Ординарии епархии
- епископ Ignacio Lehonor Arroyo, 1963–1982
- епископ Mario de Gasperín Gasperín, 1983–1989
- епископ Luis Gabriel Cuara Méndez, 1989–2000
- епископ Domingo Díaz Martínez, 2002–2008
- епископ Juan Navarro Castellanos, 2009–